# Parallocampa azteca
Parallocampa azteca är en urinsektsart som beskrevs av Filippo Silvestri 1933. Parallocampa azteca ingår i släktet Parallocampa och familjen Campodeidae. Inga underarter finns listade i Catalogue of Life.